# Uman (huyện)
Huyện Uman (tiếng Ukraina: Уманський район, chuyển tự: Umans’kyi raion) là một huyện của tỉnh Cherkasy thuộc Ukraina. Huyện Uman có diện tích 1400 km², dân số theo điều tra dân số ngày 5 tháng 12 năm 2001 là 51505 người với mật độ 37 người/km2. Trung tâm huyện nằm ở Uman.